# Frühstück bei Monsieur Henri
Frühstück bei Monsieur Henri (Originaltitel: L’étudiante et Monsieur Henri) ist eine französische Tragikomödie von Regisseur Ivan Calbérac aus dem Jahr 2015. Der Kinostart in Deutschland war am 21. Juli 2016.

## Handlung
Constance Piponnier leidet unter massiver Prüfungsangst. Sie ist schon fünf Mal durch die Führerscheinprüfung gefallen und versagt auch ansonsten bei jeder Prüfung. Gegen den Willen ihres Vaters, der einen Gemüsestand in Orleans betreibt, zieht sie nach Paris, um dort ihr Glück zu finden.
Sie hat wenig Geld und zieht bei Monsieur Henri als Untermieterin ein, während sie an der Universität von Paris studiert. Der kauzige Pensionär Henri lebte seit dem Tod seiner Ehefrau allein mit seiner Schildkröte in einer Pariser Altbauwohnung. Er ist nach dem Tod seiner Frau, die unter Einfluss von Alkohol vor 30 Jahren nach einem Sturz aus dem Fenster verstarb, verbittert und mürrisch geworden. Sein Sohn Paul hofft, dass eine junge Mitbewohnerin etwas auf ihn aufpassen kann.
Die chaotische und immer abgebrannte Constance hält sich nicht an Henris Regeln, so spielt sie heimlich Klavier (eine Leidenschaft, die sie wegen ihres Vaters aufgegeben hatte), obwohl Henri es ihr untersagt hatte, und benutzt zuweilen auch seine Pantoffeln. Als sie ihre Miete nicht mehr bezahlen kann, schlägt ihr Henri einen Deal vor: Sie soll Paul von seiner Ehefrau Valerie entzweien, als Ausgleich dürfe sie wohnen bleiben.
Verzweifelt nimmt Constance das unmoralische Angebot an. Bei einem Brunch lernt sie Paul und seine Frau Valerie kennen und sie beginnt, in von seiner Frau unbeobachteten Momenten mit Paul zu flirten. Doch später freundet sie sich auch mit Valerie an, die ihr hilft, als sie eine weitere Prüfung nicht besteht. Auch Henris Herz erweicht Constance, und er schlägt ihr vor, sich an der London School of Music zu bewerben. Aber er erinnert sie auch an ihren Deal.
Und so macht Constance Paul weiterhin Avancen, auf die er auch hereinfällt. Er verliebt sich in sie. Constance hat in der Zwischenzeit eine flüchtige Affäre mit einem DJ. Paul interpretiert die Zeichen falsch und begleitet Constance in einen Club. Die beiden küssen sich, als er sie zu Hause absetzt, weitere Annäherungsversuche wehrt Constance ab.
Anschließend kommt es zum Streit zwischen Paul und Valerie. Als Paul sich danach in seine vermeintliche Affäre stürzt, gibt ihm Constance zu verstehen, dass daraus nichts wird. Es kommt zu einer Versöhnung mit Valerie, die Paul eröffnet hat, dass sie schwanger ist. Henri erwartet nun ein Enkelkind. Paul versöhnt sich letztendlich auch mit Constance.
Constance erkennt, dass Henri mit seinem Sohn umgeht wie ihr Vater mit ihr. Beide Väter glauben zu wissen, was für ihre Kinder das Beste sei. Sie entscheidet selbständig und beschließt, sich auf das zu konzentrieren, was sie möchte: Musik zu schreiben. Gegen den Willen ihres Vaters geht sie nach London und nimmt dort an einem Vorspielen teil, in der Hoffnung, zum Kompositionsstudium aufgenommen zu werden. In der Zwischenzeit verstirbt Henri und sie kehrt nach Paris zurück. Dort eröffnet ihr Paul, dass Henri glücklich gestorben sei und er sich sehr über das Enkelkind gefreut habe. Außerdem berichtet er ihr, dass er sich sehr gefreut habe, dass Constance beim Vorspielen erfolgreich war. Constance gibt nun zu, dass sie in der Endausscheidung nicht genommen wurde, sie es aber auf Grund seines Gesundheitszustands ihm nicht habe schreiben wollen. Sie möchte es im kommenden Jahr erneut versuchen. Paul sagt, dass sie in Henris Wohnung leben könne, und überreicht ihr einen Abschiedsbrief von Henri, in dem dieser ihr seine Pantoffeln und das Klavier vererbt und einige Lebensratschläge gibt. Abschließend legt Constance ihm Blumen aufs Grab.

## Hintergrund
Frühstück bei Monsieur Henri basiert auf Ivan Calbéracs Theaterstück L’Étudiante et Monsieur Henri. Von diesem Theaterstück blieben die wenigen Handlungsorte und die kammerspielartige Inszenierung übrig.
Seine Premiere hatte der Film in Frankreich am 27. August 2015 auf dem Festival du film francophone d’Angoulême. Danach folgte ein Kinostart in Frankreich am 7. Oktober 2015. Der Film erlebte seine Deutschlandpremiere am 20. Juli 2016 bei dem Filmfestival Filmnächte am Elbufer. Der Film lief ab dem 21. Juli 2016 in den deutschen Kinos.
Am 23. Juli 2018 war er im Rahmen der Reihe SommerKino im Ersten zu sehen, wo er mit „3,48 Mio. und 13,8 % das Sender-Normalniveau“ toppte.

## Synchronisation
Die Synchronisation führte TaunusFilm Synchron in Berlin durch. Heinz Freitag schrieb das Dialogbuch und führte Synchronregie.
| Rolle                 | Darsteller             | Sprecher          |
| --------------------- | ---------------------- | ----------------- |
| Monsieur Henri Voizot | Claude Brasseur        | Uli Krohm         |
| Constance Piponnier   | Noémie Schmidt         | Anne Helm         |
| Leo                   | Antoine Glemain        | Till Flechtner    |
| Mathieu               | Thomas Solivérès       | Sebastian Fitzner |
| Mutter                | Valérie Keruzore       | Marion Musiol     |
| Paul Voizot           | Guillaume de Tonquédec | Uwe Büschken      |
| Valérie Voizot        | Frédérique Bel         | Sabine Falkenberg |
| Vater                 | Stéphan Wojtowicz      | Helmut Gauß       |

## Kritiken
Epd Film bewertete den Film wohlwollend und lobte besonders das vermeintliche Comeback von Claude Brasseur als kauziger, griesgrämiger Rentner. „Aus dem zur Einsicht fähigen Macho in den Filmen von Claude Sautet und Yves Robert ist eine belastbare Säule des filmischen Generationenvertrages geworden“, so Gerhard Midding in seiner Rezension.
Etwas weniger wohlwollend bewertete Claudia Reinhard den Film für FAZ.net: „Das komödiantische Gerüst der romantischen Intrige ist mitunter nicht ganz überzeugend, bleibt aber doch dezent genug, um den melancholischen Momenten zwischen Vermieter und Untermieterin nichts an Wirkung zu nehmen.“
Verrissen wurde der Film im Tagesspiegel. Dort schrieb Daniela Sannwald: „Dabei hat sich der Regisseur Ivan Calbérac große Mühe gegeben, lustig zu sein. Das ist ihm gründlich missglückt; seine Figuren, darunter Pauls Vater Henri, Pauls dummchenhafte Frau und ein Freund von Constance, sind so holzschnittartig angelegt, dass selbst der großartige Claude Brasseur in der Titelrolle nichts herausreißen kann.“

## Einspielergebnis
In deutschen Kinos wurden 579.901 Besucher gezählt.